# 이준형 (컬링 선수)
이준형(1997년 3월 9일~)은 대한민국의 컬링 선수이다.